# Elecciones presidenciales de Estados Unidos de 1948
Las elecciones presidenciales de Estados Unidos de 1948 fueron la 41.ª elección presidencial. Se llevó a cabo el martes 2 de noviembre de 1948. En uno de los mayores reveses electorales en la historia de Estados Unidos, el actual presidente demócrata Harry S. Truman derrotó al republicano gobernador de Nueva York, Thomas E. Dewey, y candidatos de partidos minoritarios, convirtiéndose en el tercer presidente en suceder a la presidencia tras la muerte de su predecesor y ser elegido para un mandato completo.
Truman había sido elegido vicepresidente en las elecciones de 1944 y asumió la presidencia en abril de 1945 tras la muerte de Franklin D. Roosevelt. Ganó la nominación de su partido en la Convención Nacional Demócrata de 1948 sólo después de derrotar los intentos de sacarlo de la lista. El plan de derechos civiles de la convención provocó la retirada de varios delegados del Sur, quienes lanzaron la candidatura de un partido minoritario, los "Dixiecrat", liderada por el gobernador de Carolina del Sur, Strom Thurmond. Los Dixiecrats esperaban ganar suficientes votos electorales para forzar una elección contingente en la Cámara de Representantes, donde podrían obtener concesiones de Dewey o Truman a cambio de su apoyo. El exvicepresidente Henry A. Wallace también desafió a Truman al lanzar el Partido Progresista y criticar sus políticas de confrontación durante la Guerra Fría. Dewey, líder del ala liberal oriental de su partido y candidato presidencial republicano en 1944, derrotó al senador conservador de Ohio Robert A. Taft y a otros rivales en la Convención Nacional Republicana de 1948. Esta fue la primera elección que tuvo debates sobre las elecciones primarias y generales, con Dewey debatiendo contra Harold Stassen en las primarias republicanas, mientras que Norman Thomas debatió con Farrell Dobbs en las elecciones generales.
El estilo de campaña luchador de Truman dinamizó su base de demócratas tradicionales, compuesta por la mayor parte del sur blanco, así como sindicatos y votantes católicos y judíos; También le fue sorprendentemente bien con los agricultores del Medio Oeste. Dewey llevó a cabo una campaña de bajo riesgo y evitó criticar directamente a Truman. Con la división a tres bandas en el Partido Demócrata y con los bajos índices de aprobación de Truman, se consideraba ampliamente que Truman era el perdedor de la elección, y prácticamente todas las predicciones (con o sin encuestas de opinión pública) indicaban que Dewey ganaría las elecciones. Desafiando estas predicciones, Truman ganó las elecciones con 303 votos electorales frente a los 189 de Dewey. Truman también ganó el 49,6% del voto popular en comparación con el 45,1% de Dewey, mientras que las candidaturas de los partidos minoritarios de Thurmond y Wallace ganaron cada una menos del 3% del voto popular, con Thurmond ganando cuatro estados del sur. La sorpresiva victoria de Truman fue la quinta victoria presidencial consecutiva del Partido Demócrata, la racha ganadora más larga para los demócratas y la más larga para cualquiera de los partidos desde las elecciones de 1880.
Con el éxito simultáneo en las elecciones al Congreso de 1948, los demócratas recuperaron el control de ambas cámaras del Congreso, que habían perdido en 1946. Así, la elección de Truman confirmó el estatus del Partido Demócrata como partido mayoritario del país. Esta fue la última elección presidencial antes de la ratificación de la Vigesimosegunda Enmienda en 1951, que establecería límites al mandato de un presidente. Esto no se aplicó al actual Truman, pero como decidió no postularse en 1952, esta fue la última elección presidencial sin efecto de descalificación futura para los ganadores de un segundo mandato.

## Nominados

### Partido Demócrata
| Nominados por el Partido Demócrata           |                                  |
| Harry S. Truman                              | Alben W. Barkley                 |
| Candidata a la Presidencia                   | Candidato a la Vicepresidencia   |
|                                              |                                  |
| Presidente de los Estados Unidos (1945-1949) | Senador por Kentucky (1927-1949) |

### Partido Republicano
| Nominados por el Partido Republicano |                                      |
| Thomas E. Dewey                      | Earl Warren                          |
| Candidato a la Presidencia           | Candidato a la Vicepresidencia       |
|                                      |                                      |
| Gobernador de Nueva York (1943-1954) | Gobernador de California (1943-1953) |

### Partido Demócrata de los Derechos de los Estados

En algunos estados del sur, Strom Thurmond había logrado obtener el apoyo del Partido Demócrata, pero en la mayoría tuvo que presentarse bajo la etiqueta del Partido Demócrata por los Derechos de los Estados. Sólo ganó en aquellos estados en los que se postuló bajo la etiqueta estándar del Partido Demócrata; su mejor desempeño como candidato de un partido minoritario fue un distante segundo puesto en Georgia.

Los demócratas del sur estaban cada vez más preocupados por el apoyo del presidente Truman a los derechos civiles, particularmente después de su orden ejecutiva que integraba racialmente a las fuerzas armadas estadounidenses y un mensaje de derechos civiles que envió al Congreso en febrero de 1948. En la Conferencia de Gobernadores del Sur en Wakulla Springs, Florida, celebrada el 6 de febrero, el gobernador de Misisipi, Fielding Wright, propuso la formación de un nuevo tercer partido para proteger la segregación racial en el Sur. El 10 de mayo de 1948, los gobernadores de los once estados de la antigua Confederación, junto con otros funcionarios sureños de alto rango, se reunieron en Jackson, Misisipi, para discutir sus preocupaciones sobre el creciente movimiento de derechos civiles dentro del Partido Demócrata. En la reunión, el gobernador de Carolina del Sur, Strom Thurmond, criticó al presidente Truman por su agenda de derechos civiles y los gobernadores discutieron formas de oponerse a ella.
Los demócratas del sur que habían abandonado la Convención Nacional Demócrata para protestar la plataforma de derechos civiles aprobada en la convención y apoyada por Truman, se reunieron rápidamente en el Auditorio Municipal de Birmingham, Alabama, el 17 de julio de 1948, y formaron otro partido político, al que llamaron Partido Demócrata por los Derechos de los Estados. Más comúnmente conocidos como los "Dixiecrats", el principal objetivo del partido era continuar la política de segregación racial en el Sur y las leyes de Jim Crow que la sustentaban. El gobernador Thurmond, que había encabezado el abandono de la convención, se convirtió en el candidato presidencial del partido después de que el favorito inicial de la convención, el gobernador de Arkansas, Benjamin Laney, retirara su nombre de la consideración. El gobernador Wright de Misisipi recibió la nominación a la vicepresidencia. Los Dixiecrats no tenían ninguna posibilidad de ganar las elecciones por sí mismos, ya que no pudieron aparecer en las boletas en suficientes estados para ganar los votos electorales necesarios. Su estrategia era arrebatarle a Truman suficientes estados del sur para forzar la elección en la Cámara de Representantes de los Estados Unidos bajo las disposiciones de la Duodécima Enmienda, donde luego podrían obtener concesiones de Truman o Dewey en cuestiones raciales a cambio de su apoyo. Incluso si Dewey ganara las elecciones directamente, los Dixiecrats esperaban que su deserción demostraría que el Partido Demócrata necesitaba el apoyo del Sur para ganar las elecciones nacionales, y que este hecho debilitaría el movimiento pro derechos civiles entre los demócratas del Norte y del Oeste. Sin embargo, los Dixiecrats se debilitaron cuando la mayoría de los líderes demócratas del sur (como el gobernador Herman Talmadge de Georgia y el "jefe" E. H. Crump de Tennessee) se negaron a apoyar al partido. A pesar de ser un presidente titular, Truman no fue incluido en la boleta electoral en Alabama.
En los estados de Luisiana, Misisipi, Alabama y Carolina del Sur, el partido pudo aparecer en la boleta bajo el nombre del Partido Demócrata en las elecciones. Fuera de estos cuatro estados, aparecía como candidato del Partido Demócrata de los Derechos de los Estados.
| Nominados por el Partido Demócrata de los Derechos de los Estados |                                    |
| Strom Thurmond                                                    | Fielding L. Wright                 |
| Candidato a la Presidencia                                        | Candidato a la Vicepresidencia     |
|                                                                   |                                    |
| Gobernador de Carolina del Sur (1947-1951)                        | Gobernador de Misisipi (1946-1952) |

### Partido Progresista
En 1948 se creó de nuevo un nuevo Partido Progresista (el nombre había sido utilizado anteriormente por Theodore Roosevelt en 1912 y Robert M. La Follette en 1924), con el nombramiento de Henry A. Wallace, que había servido como Secretario de Agricultura, Vicepresidente de los Estados Unidos y Secretario de Comercio durante el gobierno de Franklin D. Roosevelt. En 1946, el presidente Truman despidió a Wallace como Secretario de Comercio cuando Wallace se opuso públicamente a las firmes medidas de Truman para contrarrestar a la Unión Soviética en la Guerra Fría. La plataforma de Wallace de 1948 se oponía a la Guerra Fría, incluido el Plan Marshall y la Doctrina Truman. Los progresistas propusieron una mayor regulación gubernamental y un control más estrictos de las grandes empresas. También hicieron campaña para poner fin a la discriminación contra los negros y las mujeres, respaldaron un salario mínimo y pidieron la eliminación del Comité de Actividades Antiamericanas de la Cámara de Representantes, que estaba investigando la posibilidad de que hubiera espías comunistas dentro del gobierno y los sindicatos. Wallace y sus partidarios acusaron al Comité de violar las libertades civiles de los trabajadores gubernamentales y de los sindicatos. Los progresistas también generaron una gran controversia debido a la creencia generalizada de que estaban controlados secretamente por comunistas que eran más leales a la Unión Soviética que a Estados Unidos. El propio Wallace negó ser comunista, pero se negó repetidamente a repudiar su apoyo y, en un momento, fue citado diciendo que los "Comunistas son lo más parecido a los primeros mártires cristianos". Walter Reuther, el presidente del influyente sindicato United Auto Workers, se opuso firmemente a la candidatura de Wallace, afirmando que "las personas que no simpatizan con la democracia en Estados Unidos están influyendo en él". Philip Murray, presidente del Congreso de Organizaciones Industriales (CIO), declaró en abril de 1948 que "el Partido Comunista es directamente responsable de la creación del partido minoritario (Partido Progresista) en los Estados Unidos".
Wallace también se sintió herido cuando Westbrook Pegler, un destacado columnista de un periódico conservador, reveló que Wallace, como vicepresidente, había escrito cartas codificadas hablando de líderes prominentes como Franklin Roosevelt y Winston Churchill a su controvertido gurú espiritual ruso de la Nueva Era, Nicholas Roerich; las letras recibieron el sobrenombre de "letras del gurú". En su libro Out of the Jaws of Victory, el periodista Jules Abels escribió: "Se hacía referencia a las personalidades mediante títulos simbólicos: Roosevelt era 'El llameante', Churchill 'El león rugiente' y Cordell Hull 'El amargo'... algunas de las cartas estaban firmadas como 'Wallace', otras como 'Galahad'", el nombre que Roerich le había asignado a Wallace en su culto. Esta revelación, incluidas citas directas de las cartas, provocó muchas burlas de Wallace en la prensa nacional. La Convención del Partido Progresista, que también se celebró en Filadelfia, fue un asunto muy polémico; Varios periodistas famosos, como H. L. Mencken y Dorothy Thompson, acusaron públicamente a los progresistas de estar controlados encubiertamente por los comunistas. La plataforma del partido fue redactada por Lee Pressman, secretario de la convención; Más tarde admitió que había sido miembro del Partido Comunista. John Abt se desempeñó como asesor legal del presidente permanente de la convención, Albert Fitzgerald; también testificó años después que era comunista. Rexford Tugwell, un destacado liberal del New Deal del presidente Franklin Roosevelt, se desempeñó como presidente del comité de plataforma del partido. Acabó convencido de que el partido estaba siendo manipulado por los comunistas y estaba "tan dolido por la infiltración comunista en el partido que discutió... con su esposa la desafiliación (del partido) la noche antes de que comenzara la convención". Más tarde, Tugwell se desvinculó del Partido Progresista y no participó en la campaña de otoño de Wallace. Varios otros delegados y partidarios del Partido Progresista abandonaron el partido en protesta por lo que percibieron como la influencia indebida que los comunistas ejercían sobre Wallace, incluido el destacado socialista estadounidense Norman Thomas. En otoño, Thomas se presentaría como candidato presidencial del Partido Socialista para ofrecer a los liberales una alternativa no comunista a Wallace.
El senador Glen H. Taylor de Idaho, una figura excéntrica conocida como un "vaquero cantante" y que había subido a lomos de su caballo "Nugget" las escaleras del Capitolio de los Estados Unidos después de ganar las elecciones al Senado en 1944, fue nombrado como el candidato a vicepresidente de Wallace. Aunque era miembro del Partido Demócrata, Taylor aceptó la nominación a la vicepresidencia por parte del Partido Progresista y dijo: "No estoy dejando el Partido Demócrata. Él me dejó a mí. Wall Street y los militares se han apoderado del Partido Demócrata". Después de recibir la nominación a la vicepresidencia, Taylor dijo a los periodistas que había una diferencia entre los comunistas "rosados" y los comunistas "rojos". Taylor afirmó que los comunistas "rosados" apoyarían la candidatura Wallace-Taylor porque creían en una "revolución pacífica" para hacer que el gobierno adoptara creencias de izquierda, pero los comunistas "rojos" apoyarían la candidatura republicana creyendo que causarían otra Gran Depresión, que daría a los comunistas la oportunidad de hacerse cargo del gobierno.
En la campaña de otoño, la candidatura de Wallace-Taylor realizó una gira por el sur, donde tanto Wallace como Taylor insistieron en hablar ante audiencias racialmente integradas, desafiando las costumbres y las leyes del sur de la época. En varias ciudades de Carolina del Norte, Wallace fue alcanzado por un total de "veintisiete huevos, treinta y siete tomates, seis melocotones y dos limones". Cuando abandonó el estado anunció: "Como dijo Jesucristo, si en cada vez que no te escuchen de buena gana, entonces sacúdete el polvo de los pies y vete a otra parte". Comía sólo en restaurantes no segregados, viajaba con una secretaria negra y en Misisipi tuvo que ser escoltado por la policía por protección. Su ayudante Clark Foreman admitió que Wallace quería provocar controversia por la publicidad que recibiría en zonas más liberales del Norte y del Oeste. Sin embargo, a medida que avanzaba la campaña, la multitud de Wallace disminuyó y su posición en las encuestas cayó. Wallace se sintió herido por el exitoso esfuerzo de los sindicatos por mantener a sus miembros apoyando a la candidatura demócrata y por las controvertidas declaraciones de los progresistas que apoyaban el "apaciguamiento con Rusia". El propio Wallace atacó a Winston Churchill como "racista" e "imperialista" y el senador Taylor se ganó críticas por un discurso en el que afirmó que "los nazis dirigen el gobierno de Estados Unidos. Entonces, ¿por qué Rusia debería hacer las paces con ellos? Si yo fuera ruso... no estaría de acuerdo con nada... estamos preparandonos agresivamente para la guerra."
La candidatura Wallace-Taylor terminó en cuarto lugar en las elecciones, obteniendo 1,157,328 votos (2.4%). Esto fue sólo un poco menos que el Partido de los Derechos de los Estados, pero el Partido Progresista no recibió votos electorales.
| Nominados por el Partido Progresista             |                                |
| Henry A. Wallace                                 | Glen H. Taylor                 |
| Candidato a la Presidencia                       | Candidato a la Vicepresidencia |
|                                                  |                                |
| Vicepresidente de los Estados Unidos (1941-1945) | Senador por Idaho (1945-1951)  |

### Partido Socialista
Aunque inicialmente parecía que el Partido Socialista se abstendría de nominar a su propio candidato y, en cambio, respaldaría la candidatura de Wallace, las diferencias políticas y la negativa de Wallace a repudiar públicamente el apoyo de los comunistas hicieron que rompieran con el Partido Progresista y nominaran su propia lista. Por lo tanto, el partido nominó a Norman Thomas, cinco veces candidato socialista y expresidente del partido, como presidente, y a Tucker P. Smith, profesor de economía, como vicepresidente.
Thomas debatió con Farrell Dobbs, el candidato del Partido Socialista de los Trabajadores, durante las elecciones generales. Este fue el primer debate entre candidatos presidenciales en las elecciones generales. Edward A. Teichert, el candidato del Partido Socialista Laborista de América, había desafiado a Thomas a un debate, pero Teichert se negó después de que Thomas pidió que Dobbs también fuera invitado.
| Nominados por el Partido Socialista           |                                |
| Norman Thomas                                 | Tucker P. Smith                |
| Candidato a la Presidencia                    | Candidato a la Vicepresidencia |
|                                               |                                |
| Presidente del Partido Socialista (1936-1944) | Profesor de economía           |

### Partido Nacionalista Cristiano
Este partido nominó a Gerald L. K. Smith, líder del movimiento Share Our Wealth durante la Gran Depresión, fundador de la Cruzada Nacionalista Cristiana y fundador del America First Party, por el que fue candidato en las elecciones presidenciales de 1944.

## Elección general

### Campaña

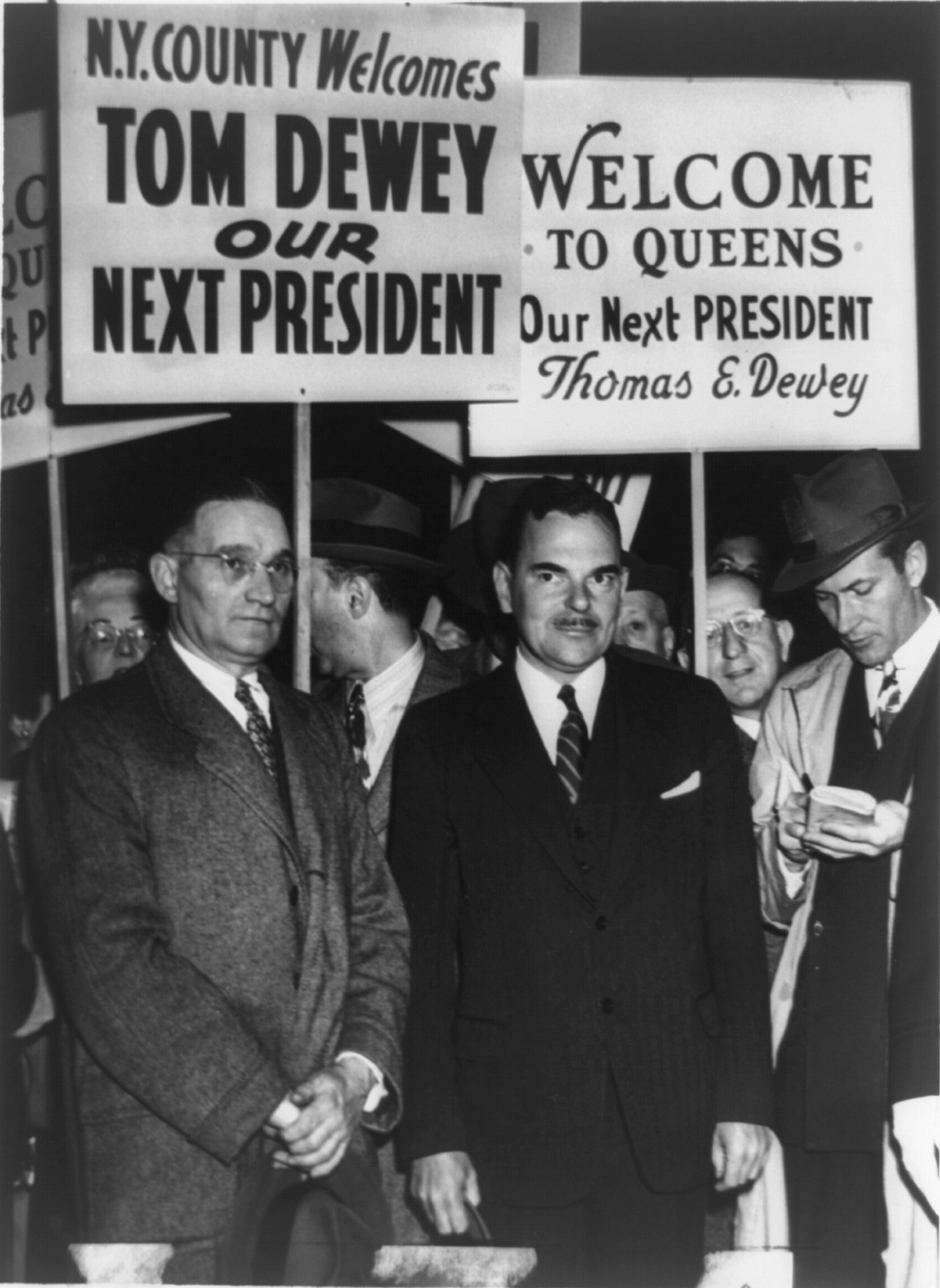
Dewey durante un evento de campaña en Nueva York

Dada la cada vez más impopularidad de Truman y la aparentemente fatal división a tres bandas del Partido Demócrata, Dewey parecía imbatible hasta el punto de que los principales republicanos creían que todo lo que su candidato tenía que hacer para ganar era evitar errores importantes. Siguiendo este consejo, Dewey evitó cuidadosamente los riesgos y habló de lo que se esperaba que hablara, evitando temas controversiales, y se mantuvo vago sobre lo que planeaba hacer como presidente, con discurso tras discurso sin un mensaje partidista y también lleno de afirmaciones optimistas o declaraciones vacías de lo obvio, incluyendo la cita famosa: "Sabes que tu futuro aún está por delante". Una editorial del Louisville Courier-Journal lo resumió:
Ningún candidato presidencial en el futuro será tan inepto como para que cuatro de sus principales discursos puedan resumirse en estas cuatro frases históricas: La agricultura es importante. Nuestros ríos están llenos de peces. No se puede tener libertad sin libertad. Nuestro futuro está por delante.
Otro escritor señaló que "un tema amplio que Dewey planteó en la campaña fue la unidad... pero [él] estaba exagerado en un tema que no tenía ningún atractivo visceral para el estadounidense promedio. Era difícil entender a qué se refería Dewey. A veces parecía que estaba pidiendo a los estadounidenses que lograran la unidad estando unidos detrás de él." Por otro lado, el estratega de campaña de Truman, Clark Clifford, dijo que la campaña de Truman estaba "dirigida a cuatro grupos de intereses distintos: los trabajadores, los agricultores, los negros y los consumidores. Cada movimiento tenía en mente a estos cuatro grupos de interés." Dado que estaba rezagado en las encuestas, Truman decidió adoptar una campaña radical y sin restricciones. Ridiculizó a Dewey por su nombre, criticó la negativa de Dewey a abordar cuestiones específicas y atacó con desdén al 80.º Congreso, controlado por los republicanos, con una ola de ataques partidistas implacables y abrasadores. Truman afirmó que "los comunistas están apoyando una victoria del Partido Republicano porque saben que provocaría otra Gran Depresión". En varios discursos, Truman afirmó que el "GOP" en realidad significaba "Gluttons Of Privilege" (Glotones de Privilegios) y dijo que los republicanos eran "príncipes de privilegio" y "chupasangres con cargos en Wall Street". Le dijo a una audiencia que "los republicanos han comenzado a clavar al consumidor estadounidense contra la pared con puntas de codicia". En el Concurso Nacional de Arado en Dexter, Iowa, Truman dijo a 80,000 agricultores presentes que "este Congreso Republicano ya ha clavado una horca en la espalda de los agricultores" causando un entusiasta aplauso.

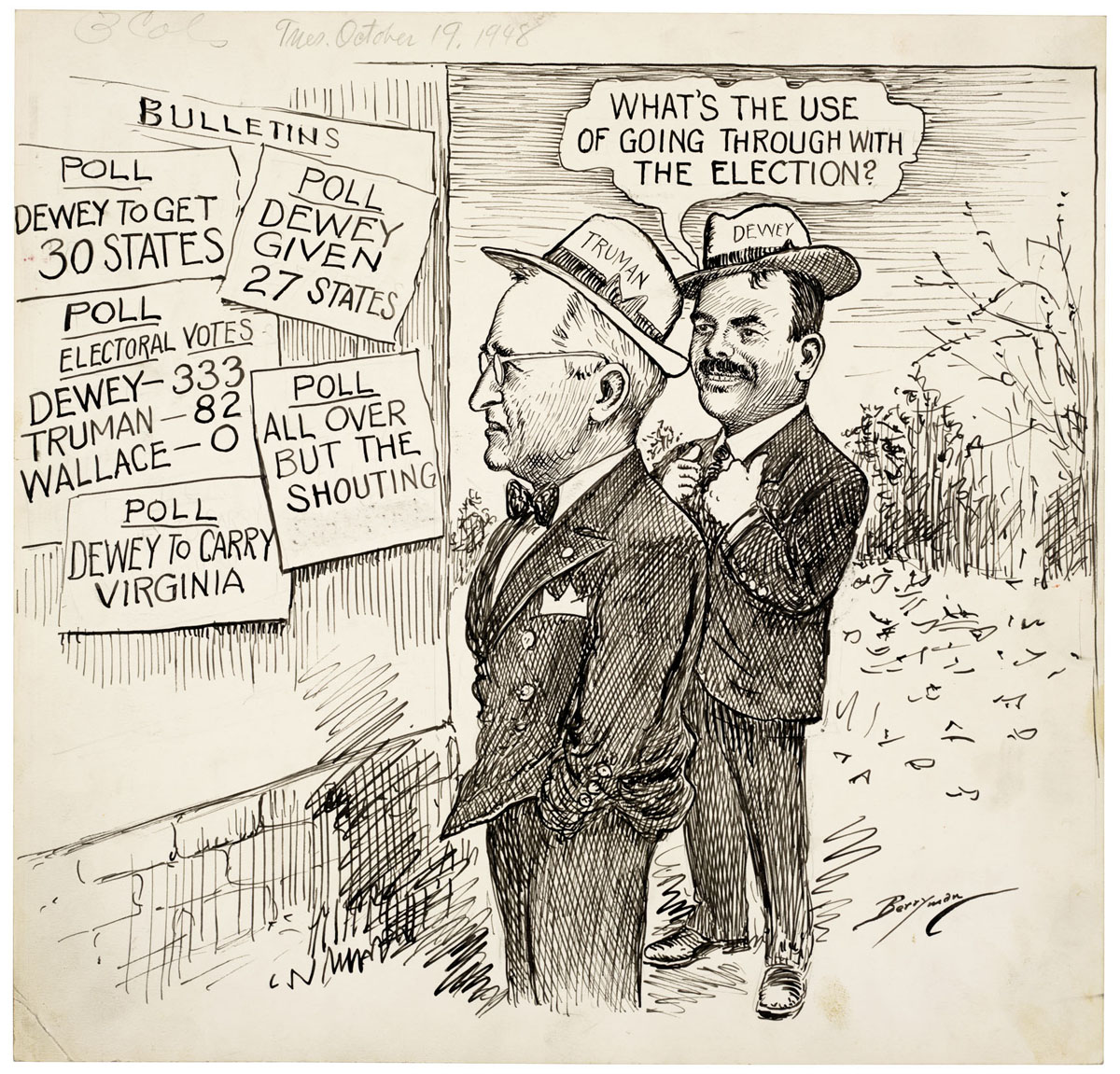
La caricatura editorial de Clifford K. Berryman del 19 de octubre de 1948 muestra el consenso de los expertos a mediados de octubre.

Truman apodó al Congreso controlado por los republicanos como el "peor" Congreso que "no hace nada", comentario que provocó fuertes críticas de los líderes republicanos del Congreso (como Taft), pero ningún comentario de Dewey. De hecho, Dewey rara vez mencionó el nombre de Truman durante la campaña, lo que encajaba en su estrategia de parecer estar por encima de la política partidista mezquina. Bajo el liderazgo de Dewey, los republicanos habían promulgado una plataforma en su convención de 1948 que pedía ampliar la Seguridad Social, más financiación para la vivienda pública, legislación sobre derechos civiles y promoción de la salud y la educación por parte del gobierno federal. Estas posiciones eran inaceptables para el liderazgo republicano conservador del Congreso; Truman aprovechó esta división en el partido contrario convocando una sesión especial del Congreso para el "Día del Nabo" (en referencia a un viejo folclore de Misuri sobre la plantación de nabos a finales de julio) y desafiando a los líderes republicanos del Congreso a aprobar su propia plataforma. El 80.º Congreso cayo en la trampa de Truman, al aportar muy poca legislación sustantiva. Truman simplemente ignoró el hecho de que las políticas de Dewey eran considerablemente más liberales que las de la mayoría de sus compañeros republicanos y, en cambio, concentró su fuego contra lo que caracterizó como las tendencias conservadoras y obstruccionistas del impopular 80.º Congreso. Truman recorrió gran parte del país con su ardiente retórica, tocando ante grandes y entusiastas multitudes. "Dales el infierno, Harry" fue un eslogan popular gritado en una parada tras otra a lo largo del recorrido. Las encuestas y los expertos sostuvieron que la ventaja de Dewey era insuperable y que los esfuerzos de Truman fueron en vano. La propia esposa de Truman, Bess, tenía dudas privadas de que su marido pudiera ganar; la única persona que parece haber considerado que la campaña de Truman era ganable fue el propio presidente, quien confiadamente predijo la victoria a cualquiera que quisiera escucharlo. Cerca del final de la campaña, Truman escribió en privado una predicción de los votos electorales estado por estado y se la entregó a su asistente, George Elsey. Truman creía que ganaría las elecciones con 340 votos electorales, frente a 108 de Dewey, 42 de Thurmond y 37 marcados como dudosos (accidentalmente omitió cuatro votos electorales).
En las últimas semanas de la campaña, los cines estadounidenses acordaron proyectar dos cortometrajes tipo noticiero de campaña en apoyo de los dos candidatos de los partidos principales: ambos habían sido creados por su respectiva organización de campaña. La película de Dewey, filmada profesionalmente con un presupuesto impresionante, presentó valores de producción muy altos pero de alguna manera reforzó una imagen del gobernador de Nueva York como cauteloso y distante. Por otro lado, la película de Truman, montada apresuradamente y prácticamente sin presupuesto por la campaña de Truman, siempre corta de efectivo, se basó en gran medida en imágenes de dominio público y noticieros del presidente participando en importantes eventos mundiales y firmando leyes importantes. Quizás sin querer, la película de Truman reforzó visualmente una imagen de él como alguien comprometido y decidido. Años más tarde, el historiador David McCullough citó la costosa pero mediocre película de Dewey y la mucho más barata pero más efectiva película de Truman como factores importantes para determinar las preferencias de los votantes indecisos. Cuando la campaña llegó a su fin, las encuestas mostraron que Truman estaba ganando: aunque Truman perdió las nueve encuestas posteriores a la convención de Gallup, la ventaja de Dewey en Gallup cayó de 17 puntos a finales de septiembre a nueve puntos a mediados de octubre y sólo cinco puntos. A finales de mes, justo por encima del margen de error de la encuesta. Aunque Truman estaba ganando impulso, la mayoría de los analistas políticos se mostraron reacios a romper con la sabiduría convencional y decir que una victoria de Truman era una posibilidad seria.
El 9 de septiembre, casi dos meses antes del día de las elecciones, el encuestador Elmo Roper anunció: "Thomas E. Dewey es como si fuera elegido. [...] No se me ocurre nada más aburrido o intelectualmente más estéril que actuar como un locutor deportivo que se siente debe fingir que está presenciando una elección reñida." Roper dejó de sondear a los votantes hasta la última semana antes de las elecciones, cuando realizó otra encuesta. Mostró "un ligero giro hacia Truman; sin embargo, todavía le dio a Dewey una gran ventaja, por lo que decidió no cubrir su apuesta". Una encuesta que mostraba un fuerte apoyo a Truman en el Medio Oeste rural fue patrocinada por Staley Milling Company, que "encuestó a los agricultores dándoles a elegir entre un burro o un elefante en sacos de alimento para pollos. Cuando los resultados entre 20,000 agricultores arrojaron entre cincuenta y cuatro por ciento y cuarenta y seis por ciento para el burro, la encuesta fue abandonada".
Cuando Dewey consideró adoptar una postura más agresiva después de notar que sus multitudes estaban disminuyendo, Herbert Brownell se puso en contacto con 90 miembros y mujeres de comités estatales republicanos en los 48 estados. Con una excepción, "instaron [a Dewey] a seguir adelante por el camino correcto" que había tomado su campaña y a seguir ignorando los ataques de Truman. La única excepción fue el miembro del comité de Kansas, Harry Darby, quien advirtió a Dewey y sus gerentes "que los agricultores estaban en un estado de ánimo amotinado" y recomendó que Dewey adoptara una postura más dura y agresiva. Sin embargo, dado que todas las encuestas todavía mostraban a Dewey a la cabeza y ningún otro miembro del comité apoyaba a Darby, su consejo fue rechazado.
En los últimos días de la campaña, muchos periódicos, revistas y expertos políticos estaban tan confiados en la inminente victoria de Dewey que escribieron artículos para imprimirlos la mañana después de las elecciones especulando sobre la presidencia de Dewey: la revista Life imprimió una fotografía grande en su última edición antes de las elecciones, titulado "Nuestro próximo presidente viaja en ferry sobre la bahía de San Francisco", que mostraba a Dewey y su personal cruzando el puerto de la ciudad. Newsweek encuestó a cincuenta expertos y los cincuenta predijeron una victoria de Dewey. Varios columnistas de periódicos conocidos e influyentes, como Drew Pearson y Joseph Alsop, escribieron columnas que se imprimirían la mañana después de las elecciones especulando sobre las posibles opciones de Dewey para su gabinete; El día antes de las elecciones, Pearson escribió que cualquier posibilidad de una victoria de Truman era "imposible", y su columna impresa el día después de las elecciones afirmaba que Pearson había "investigado al grupo muy unido en torno a Tom Dewey, quien se hará cargo de la Casa Blanca dentro de 86 días."
Walter Winchell informó que las probabilidades en las casas de apuestas eran de 15 a 1 en contra de Truman. Más de 500 periódicos, que representan más del 78% de la circulación total del país, respaldaron a Dewey. Truman obtuvo 182 respaldos, lo que representa sólo el 10% de los lectores de periódicos estadounidenses, siendo superado por Thurmond, que obtuvo el 12% restante de muchos periódicos del Sur. Alistair Cooke, distinguido escritor del periódico Manchester Guardian del Reino Unido, publicó un artículo el día de las elecciones titulado "Harry S. Truman: Un estudio de un fracaso". Para su cobertura televisiva, NBC News construyó un gran modelo de cartón de la Casa Blanca que contenía dos elefantes que saldrían cuando la NBC anunciara la victoria de Dewey; Como la derrota de Truman se consideraba segura, no se colocaron burros en el modelo de la Casa Blanca.
Mientras Truman se dirigía a su ciudad natal de Independence, Misuri, para esperar los resultados de las elecciones, algunos miembros de su círculo íntimo ya habían aceptado otros trabajos, y ni un solo reportero que viajaba en su tren de campaña pensó que ganaría, varios republicanos prominentes, que anticipaban servir en una administración de Dewey, ya habían comprado casas en Washington.

## Resultados

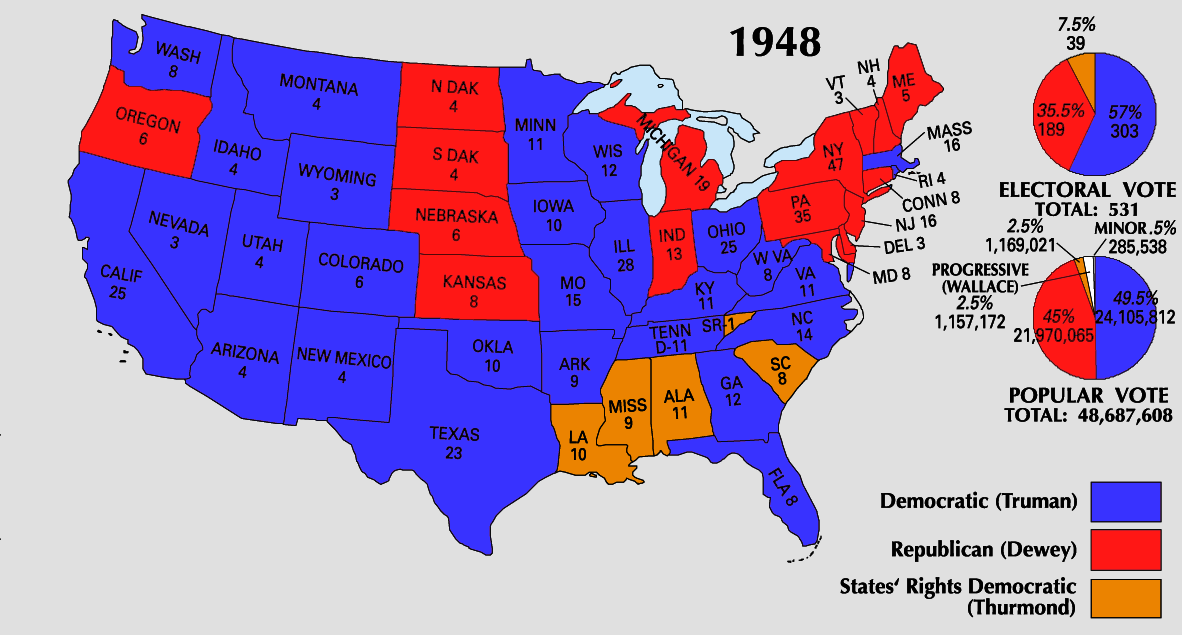

Resultados por condado, sombreados según el porcentaje de votos del candidato ganador.

|  | 49.55 % |

|  | 45.07 % |

|  | 2.41 % |

|  | 2.37 % |

|  | 0.29 % |

|  | 0.21 % |

|  | 0.06 % |

|  | 0.03 % |

|  | 0.01 % |

|  | 100 % |

| \| Porcentaje voto popular \| Porcentaje voto popular \| Porcentaje voto popular \| Porcentaje voto popular \| Porcentaje voto popular \| \| ----------------------- \| ----------------------- \| ----------------------- \| ----------------------- \| ----------------------- \| \| \| \| \| \| \| \| Truman \| Truman \| \| 49.55 % \| 49.55 % \| \| Dewey \| Dewey \| \| 45.07 % \| 45.07 % \| \| Thurmond \| Thurmond \| \| 2.41 % \| 2.41 % \| \| Wallace \| Wallace \| \| 2.37 % \| 2.37 % \| \| Otros \| Otros \| \| 0.60 % \| 0.60 % \| |          |  |         |         |
| Porcentaje voto popular |          |  |         |         |
| |          |  |         |         |
| Truman | Truman   |  | 49.55 % | 49.55 % |
| Dewey | Dewey    |  | 45.07 % | 45.07 % |
| Thurmond | Thurmond |  | 2.41 %  | 2.41 %  |
| Wallace | Wallace  |  | 2.37 %  | 2.37 %  |
| Otros | Otros    |  | 0.60 %  | 0.60 %  |

| \| Porcentaje votos electorales \| Porcentaje votos electorales \| Porcentaje votos electorales \| Porcentaje votos electorales \| Porcentaje votos electorales \| \| ---------------------------- \| ---------------------------- \| ---------------------------- \| ---------------------------- \| ---------------------------- \| \| \| \| \| \| \| \| Truman \| Truman \| \| 57.06 % \| 57.06 % \| \| Dewey \| Dewey \| \| 35.59 % \| 35.59 % \| \| Thurmond \| Thurmond \| \| 7.34 % \| 7.34 % \| |          |  |         |         |
| Porcentaje votos electorales |          |  |         |         |
| |          |  |         |         |
| Truman | Truman   |  | 57.06 % | 57.06 % |
| Dewey | Dewey    |  | 35.59 % | 35.59 % |
| Thurmond | Thurmond |  | 7.34 %  | 7.34 %  |

### Resultados por estado

#### Estados que pasaron de republicanos a demócratas
- Colorado
- Iowa
- Ohio
- Wisconsin
- Wyoming

#### Estados que pasaron de demócratas a republicanos
- Connecticut
- Delaware
- Maryland
- Michigan
- Nueva Jersey
- Nuevo Hampshire
- Nueva York
- Oregón
- Pensilvania

#### Estados que pasaron de demócratas a dixiecrat
- Alabama
- Luisiana
- Misisipí
- Carolina del Sur

#### Estados ajustados
Margen de victoria inferior al 1% (138 votos electorales):
1. Ohio, 0.24% (7,107 votos)
2. California, 0.44% (17,865 votos) (punto de inflexión para la victoria de Truman)
3. Indiana, 0.80% (13,246 votos)
4. Illinois, 0.84% (33,612 votos) (punto de inflexión para la victoria de Dewey)
5. Nueva York, 0.98% (60,959 votos)

Margen de victoria inferior al 5% (131 votos electorales):
1. Delaware, 1.28% (1,775 votos)
2. Maryland, 1.39% (8,293 votos)
3. Connecticut, 1.64% (14,457 votos)
4. Michigan, 1.67% (35,147 votos)
5. Iowa, 2.73% (28,362 votos)
6. Idaho, 2.73% (5,856 votos)
7. Nevada, 3.11% (1,934 votos)
8. Oregón, 3.39% (17,757 votos)
9. Pensilvania, 4.01% (149,771 votos)
10. Wyoming, 4.35% (4,407 votos)
11. Nueva Jersey, 4.39% (85,669 votos)
12. Wisconsin, 4.41% (56,351 votos)
13. Dakota del Sur, 4.80% (11,998 votos)

Margen de victoria entre 5% y 10% (59 votos electorales):
1. Colorado, 5.35% (27,574 votos)
2. Nuevo Hampshire, 5.75% (13,304 votos)
3. Virginia, 6.85% (28,716 votos)
4. Nebraska, 8.31% (40,609 votos)
5. Dakota del Norte, 8.76% (19,327 votos)
6. Utah, 8.96% (24,749 votos)
7. Kansas, 9.02% (71,137 votos)
8. Washington, 9.93% (89,850 votos)
9. Montana, 9.94% (22,301 votos)
10. Arizona, 9.97% (17,654 votos)

#### Estadísticas por condados
Condados con mayor porcentaje de votos (Demócratas)
1. Condado de Duval, Texas 96.52%
2. Condado de Greene, Carolina del Norte 96.45%
3. Condado de King, Texas 95.85%
4. Condado de Bertie, Carolina del Norte 95.71%
5. Condado de Martin, Carolina del Norte 95.53%

Condados con mayor porcentaje de votos (Republicanos)
1. Condado de Jackson, Kentucky 86.31%
2. Condado de Sevier, Tennessee 84.11%
3. Condado de Johnson, Tennessee 82.98%
4. Condado de Grant, Virginia Occidental 80.83%
5. Condado de Lincoln, Maine 80.47%

Condados con mayor porcentaje de votos (Dixiecrat)
1. Condado de Choctaw, Alabama 98.83%
2. Condado de Wilcox, Alabama 98.81%
3. Condado de Bullock, Alabama 98.76%
4. Condado de Edgefield, Carolina del Sur 98.20%
5. Condado de Monroe, Alabama 97.86%